# Parti populaire de La Rioja
Le Parti populaire de La Rioja (en espagnol : Partido Popular de La Rioja, PPLR) est la fédération territoriale du Parti populaire (PP) en La Rioja.
Issu de l'Alliance populaire (AP), le PPLR a passé la plus grande partie de son histoire au pouvoir, aussi bien au gouvernement régional que dans les principales villes de la communauté autonome. Entre 2015 et 2023, ses résultats électoraux déclinent, à tel point qu'il bascule dans l'opposition en 2019. Après une crise interne en 2022, il retrouve la présidence de la communauté autonome en 2023.

## Présidents
| Titulaire               | Dates                                                        | Fonction                                                                                       |
| ----------------------- | ------------------------------------------------------------ | ---------------------------------------------------------------------------------------------- |
| Joaquín Espert          | 16 juin 1990 – 2 octobre 1993 (3 ans, 3 mois et 16 jours)    | Président (1987-1990)                                                                          |
| Pedro Sanz              | 2 octobre 1993 – 1er avril 2017 (23 ans, 5 mois et 30 jours) | Président (1995-2015)                                                                          |
| José Ignacio Ceniceros, | 1er avril 2017 – 13 octobre 2022 (5 ans, 6 mois et 12 jours) | Président du Parlement (1999-2015) Maire de Villoslada de Cameros (2015) Président (2015-2019) |
| Alberto Galiana         | 20 octobre 2022 – 25 novembre 2023 (1 an, 1 mois et 5 jours) | Conseiller à l'Éducation (2016-2019, depuis 2023)                                              |
| Gonzalo Capellán        | depuis le 25 novembre 2023 (1 an, 7 mois et 27 jours)        | Conseiller à l'Éducation et à la Culture (2011-2014) Président (depuis 2023)                   |

## Résultats électoraux

### Parlement de La Rioja
| Année | Chef de file           | Voix   | %        | #      | Sièges  | Gouvernement |
| ----- | ---------------------- | ------ | -------- | ------ | ------- | ------------ |
| 1991  | Joaquín Espert         | 59 876 | 42,40    | 2e     | 15 / 33 | Opposition   |
| 1995  | Pedro Sanz             | 81 703 | 50,31 () | 1er () | 17 / 33 | Sanz I       |
| 1999  | Pedro Sanz             | 80 089 | 51,28 () | 1er () | 18 / 33 | Sanz II      |
| 2003  | Pedro Sanz             | 84 533 | 49,54 () | 1er () | 17 / 33 | Sanz III     |
| 2007  | Pedro Sanz             | 84 382 | 49,67 () | 1er () | 17 / 33 | Sanz IV      |
| 2011  | Pedro Sanz             | 85 975 | 51,97 () | 1er () | 20 / 33 | Sanz V       |
| 2015  | Pedro Sanz             | 63 094 | 38,62 () | 1er () | 15 / 33 | Ceniceros    |
| 2019  | José Ignacio Ceniceros | 53 925 | 33,06 () | 2e ()  | 12 / 33 | Opposition   |
| 2023  | Gonzalo Capellán       | 76 205 | 45,38 () | 1er () | 17 / 33 | Capellán     |

## Identité visuelle

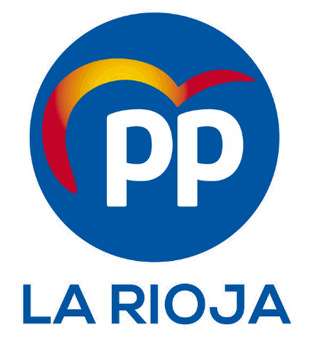
Logo de 2019 à 2022.
Logo depuis 2022.